# Monarch Cove
Monarch Cove (2006) – amerykański serial obyczajowy wyprodukowany przez FremantleMedia.
Jego światowa premiera odbyła się 4 listopada 2006 roku na kanale Lifetime. Ostatni odcinek został wyemitowany 16 grudnia 2006 roku. W Polsce serial nadawany był na kanale TVP1.

## Obsada
- Virginia Williams jako Bianca Foster
- Samantha Shelton jako Kathy Foster
- Shirley Jones jako Grace Foster
- Matt Funke jako Ben Foster
- Kieren Hutchison jako Jake Preston
- Robert Coleby jako Alexander Preston
- Rachel Ward jako Arianna Preston
- Vanessa Lengies jako Sophia Preston
- Simon Rex jako Eddie Lucas
- Samantha Healy jako Elizabeth DeBrett
- Stephen Martines jako Parker Elian
- Craig Horner jako Caleb